# Thomas Ahlström
Thomas Ahlström (* 17. Juli 1952) ist ein ehemaliger schwedischer Fußballspieler.

## Laufbahn
Ahlström spielte ab 1971 in der ersten Mannschaft von IF Elfsborg. 1979 wechselte der Offensivspieler zu Olympiakos Piräus nach Griechenland. 1982 kehrte er nach Schweden zu seinem Stammverein zurück und wurde ein Jahr später Torschützenkönig der Allsvenskan. Bei IF Elfsborg beendete er 1984 seine Karriere.
Ahlström debütierte am 11. November 1973 beim 2:1-Erfolg in der Qualifikation zur Weltmeisterschaft 1974 über die Nationalmannschaft Maltas als schwedischer Nationalspieler. Mit der Landesauswahl nahm er an dem Turnier teil. Bis 1982 lief er für die Nationalmannschaft auf, konnte sich aber nie einen Stammplatz in der Mannschaft erspielen. Insgesamt bestritt er elf Länderspiele und konnte dabei zwei Tore erzielen.
| Personendaten    | Personendaten               |
| ---------------- | --------------------------- |
| NAME             | Ahlström, Thomas            |
| KURZBESCHREIBUNG | schwedischer Fußballspieler |
| GEBURTSDATUM     | 17. Juli 1952               |